# Acritochaete volkensii
Acritochaete es un género monotípico perteneciente a la familia Poaceae. Su única especie, Acritochaete volkensii, es originaria de  África, donde se distribuye desde Nigeria hasta Etiopía y Tanzania. 

## Descripción
Es una planta anual; decumbente. Con culmos herbáceos; ramificada anteriormente. Culmos con nodos glabros. Hojas no se agregan basales; no auriculadas. Las láminas lineares a lanceoladas (en sentido amplio lineales a estrecho lanceoladas); amplias para reducidas; de 4-15 mm de ancho (14 cm de largo). La lígula es una membrana truncada de 1 mm de largo. Plantas bisexuales, con espiguillas bisexuales; con flores hermafroditas.

## Taxonomía
Acritochaete volkensii  fue descrita por Robert Knud Pilger y publicado en Botanische Jahrbücher für Systematik, Pflanzengeschichte und Pflanzengeographie 32: 54. 1902.
Sinonimia
- Oplismenus volkensii (Pilg.) Mez ex Peter.[3][4]